# Průmyslový závod R-1
Průmyslový závod R-1 (polsky Zakłady Przemysłowe R-1, rusky Предприятие Кузнецкие Рудники) bylo krycí jméno pro závody na úpravu uranové rudy v Polské lidové republice v padesátých letech 20. století. Jeho sídlo bylo v Kowarech v Polsku, ve kterém byla těžena uranová ruda v letech 1950–1958.

## Historie
Výskyt uranových rud byl znám už v druhé polovině 19. století. Nejznámější ložiska se nacházela v bývalých rudných dolech: v Kowarech, Miedziance u Janowic Wielkich a Janowe Górce u Stronie Śląského. Například v kowarských magnetitových dolech se před druhou světovou válkou vytěžilo 8 tun smolince. V roce 1947 probíhaly tzv. revizní práce, které měly za úkol ověřit výskyt uranu v oblasti Sudet (Krkonoše, Jizerské hory). Tyto práce prováděli sovětští specialisté metodou vzdušného průzkumu (zjišťovalo se ionizující záření) a dále prozkoumáním starých důlních dobývek, které byly dostupné v dané oblasti. Takto byly prověřeny dobývky v Kowarech, Miedziance, Wleni a Kletně. V dalším sledu se prověřovaly dobývky ve Slezsku. Dne 15. září 1947 byla uzavřena tajná smlouva mezi SSSR a Polskou republikou o vyhledávání a těžbě uranových rud v Polsku. Ve smlouvě byla zakotvena dohoda o technické pomoci, vyslání odborníků (pro geologické, geofyzikální, vrtačské a hornické práce) a další odborné činnosti (např. laboratorní práce, příprava map) ze strany SSSR. Polsko v rámci závazků zase založilo 1. ledna 1948 společnost Kowarské doly (Kowarskie Kopalnie), které byly podřízené Ministerstvu těžkého průmyslu. Smlouva se týkala celého území Polska, zvláště pak oblasti Dolního Slezska a Kladského hrabství v Sudetech. Po počátečních průzkumech byla jako perspektivní vyhodnocena oblast v Sudetech. Pod Kowarské doly byly začleněny doly Svoboda, Liczyrzepa, Podgórze, Redensglück, Miedzianka, Wleń a Kletno (důl Kopaliny). Ředitelství podniku sídlilo v objektu ředitelství dolu Svoboda. Po odsunu německého obyvatelstva v letech 1947–1948 nastal příchod polského obyvatelstva. Pro Kowarské doly byly vyčleňovány potřebné byty a objekty. Centrální opravárenské dílny (Centralne Warsztaty Remontowo Budovlane) a sklady se nacházely v objektech německé zbrojovky v Krzaczyně (tzv. Zacisze). V objektech chemické továrny v Ogorzelci byla umístěna třídička uranové rudy. Výroba dopravních nádob (tzv. barabanů) byla umístěna ve strojních dílnách Továrny na výrobu koberců (dnes Ogrodova ulice). V budově dnešní základní školy č. 1 byly umístěny specializované laboratoře. Ve Wojkówě byli ubytováni ruští specialisté. Závod Kovarské doly pomocí geologických skupin, které měly za úkol vyhledavat nová ložiska, od počátku rozběhl vyhledávací činnost. Jejich činnost se zaměřila na oblasti, kde se již uranová ruda vyskytovala, jako jsou Miedzianky, Kowary, Lądek Zdrój (Kletno). Okruh průzkumu se následně rozšířil na oblasti Kačavských, Jizerských a Svatokřižských hor a dalších oblastí. Taktéž hned byla vyvíjená intenzívní důlní činnost. Těžba uranových rud byla zahájena ve známých ložiscích v dolech Svoboda, Miedzianka, Kopalin a Glenia. Počáteční průzkum byl plně v režii sovětských odborníků a pod dohledem ruské vojenské administrativy. Teprve v roce 1956 začala spolupráce s varšavským Geologickým institutem (nyní Wydział Geologii Uniwersytetu Warszawskiego).
V roce 1951 Kowarskie Kopalnie mění název na Průmyslový závod R-1 (polsky Zakłady Przemysłowe R-1, rusky Предприятие Кузнецкие Рудники). Do roku 1959 byl stále v podřízenosti Ministerstva těžkého průmyslu a pak přešel do podřízenosti Rezortu zmocněnce vlády pro využití jaderné energie.
Do roku 1956 byly uranové závody (jejich objekty) střeženy Sborem vnitřní bezpečnosti (Korpus Bezpieczeństwa Wewnętrzego – KBW). Od května 1950 do října 1951 zde pracovaly Vojenské pracovní prapory (Wojskowe Bataliony Pracy). Vzhledem k rozsáhlému utajení v uranových dolech nepracovali vězni. Poslední ruští specialisté opustili Průmyslový závod R-1 v roce 1958. Činnost Průmyslového závodu R-1 byl ukončen v roce 1972. Činnost uranových dolů byl postupně ukončen do roku 1958. Průmyslový závod R-1 následně zpracovával hlušiny z odvalů, které obsahovaly uranové rudy. Poslední dobývky a zpracování uranové rudy proběhlo v letech 1971–1972 z dobývky v dole Podgórze sloj 19a, která byla upravována pro Podzemní radonové inhalatoriun. Zaměstnanci Průmyslového podniku R-1 v roce 1973 nalezli zaměstnání v Experimentálním podniku Hydro-Mech Vratislavské techniky. Vratislavská technika rovněž převzala pozemky a majetek Průmyslového závodu R-1.

## Přeprava uranového koncentrátu
Doprava Kowarských dolů byla přestěhována na ulici Svobody 18 (dnes Rejtana), později sem byly přesunuty i třídičky uranových rud z Ogorzelce. Vytěžená uranová ruda byla dodávána jako strategická surovina do SSSR. Teprve od roku 1968 do roku 1972 byl vyráběn uranový koncentrát v Průmyslovém závodě R-1. Přičemž pro polské jaderné reaktory (’’Maria’’ a ’’Ewa’’) byl uran a jeho sloučeniny dodáván ze SSSR. Vytěžená ruda z dolů byla dopravena nákladními automobily do Kowar, kde byla připravena k dalšímu transportu. Vytříděná uranová ruda s požadovanými parametry (koncentrací uranu) byla v letech 1947–1948 přepravována v padesáti litrových nádobách (barabanech) nákladními auty sovětské armády na letiště v Lehnici a dále letadly. V období 1948–1967 v kolonách po dvaceti nákladních aut opět sovětskou armádou do SSSR, později volně ložené na železničních vagonech. Železniční transport tvořily pouze vagony s uranovou rudou a měl po celou dobu ostrahu. V období 1967–1972 byl přepravován uranový koncentrát v dvousetlitrových nádobách v jednom vagonu.

## Ubytování
Prudký rozvoj Kowarovských dolů zapříčinil vzrůst zaměstnanosti a velký příliv obyvatelstva.

### Tabulka zaměstnanosti
| rok  | zaměstnanost | sovětští odborníci | Zdroj |
| ---- | ------------ | ------------------ | ----- |
| 1948 | 2615         | 43                 | [ 1 ] |
| 1950 | 7926         | 58                 | [ 1 ] |
| 1972 | 475          | -                  | [ 1 ] |

V roce 1950 v dolech pracovalo 3927 osob na dolech a 1791 osob v geologických vyhledávacích skupinách. V období 1948–1953 bylo v centru města vybudováno nové Hornické sídliště, v roce 2015 mělo 57 panelových domů, 672 bytů, kulturní dům, hotel, základní a mateřskou školu. Pro sovětské odborníky bylo v letech 1950–1954 budováno sídliště Wysoka Łąka ve Wojkówě. V roce 2015 v sídlišti bylo 5 panelových domů, 40 bytů, hotel a obchod.